# Смоки-Хилл
Смоки-Хилл (англ. Smoky Hill River) — река на севере центральной части штата Канзас и на крайнем востоке штата Колорадо, США. Длина — 925 км; площадь бассейна — около 49 883 км². Средний расход воды в районе города Энтерпрайз составляет 44 м³/с.
Берёт начало в Высоких равнинах, на востоке штата Колорадо, на территории округа Шайенн. 2 основных верховья реки сливаются в округе Логан штата Канзас, в 8 км к западу от города Рассел-Спрингс. Течёт преимущественно в восточном направлении. Принимает 2 крупных притока: реки Салин и Соломон. Сливается с рекой Репабликан в районе города Джанкшен-Сити, формируя реку Канзас. Высота устья — 317 м над уровнем моря.
На реке Смоки-Хилл имеется 2 водохранилища: Сидар-Блафф в округе Триго и Канополис — в округе Элсуэрт. Крупнейший город на берегах реки — Салайна.